# OM
 Ovo je glavno značenje pojma OM. Za američki glazbeni sastav pogledajte OM (sastav).
OM, međunarodna registracijska oznaka za cestovna vozila, koju od godine koristi Oman. Oznaka se upotrebljava u cestovnom prometu i mora biti nalijepljena na cestovnom vozilu prilikom ulaska u druge države. 
8. studenog 1968. godine u Beču je potvrđen "Međudržavni zakon o razvrstavanju prepoznatljivih oznaka", koji se naknadno dopunjavao nastankom novih država. 